# Der Tunnel (2001)
Der Tunnel ist ein deutscher Spielfilm aus dem Jahr 2001, der von der  Flucht aus der DDR durch einen Tunnel erzählt und auf einer wahren Begebenheit basiert, dem Tunnel 29. Es wirken unter anderem Heino Ferch, Nicolette Krebitz und Alexandra Maria Lara mit. Der Film wurde im Fernsehen in zwei Teilen ausgestrahlt, jedoch existiert auch eine Kinofassung.

## Handlung
Nachdem Harry Melchior 1961 die Schwimmmeisterschaften der DDR gewinnt, gelingt ihm die Flucht in den Westen. Am Checkpoint Charlie passiert er verkleidet und mit gefälschtem Pass die Grenze und folgt somit seinem Freund Matthis Hiller, dem kurz zuvor die Flucht durch die Kanalisation gelungen ist. Allerdings ist bei dem Fluchtversuch seine schwangere Freundin Carola festgenommen worden und sitzt nun im Zuchthaus. Harry möchte unbedingt, dass seine Schwester Lotte, sein Schwager Theo und deren kleine Tochter von den Fluchthelfern ebenfalls in den Westen geholt werden, muss aber erfahren, dass es so gut wie keine gefälschten Pässe für Familien gibt.
Harry hat daraufhin eine geniale, aber beinahe unmögliche Idee: Da die DDR alle oberirdischen Möglichkeiten, in den Westen zu gelangen, zugemacht hat und ebenso die Kanalisation kontrolliert, fasst Harry den Entschluss, einen Tunnel unter der Mauer hindurch zu graben. Hierbei kommt ihm zugute, dass Matthis von Beruf Ingenieur ist.
Zusammen mit Vittorio „Vic“ Costanza und Fred von Klausnitz, die auch schon Harrys Fluchthelfer waren, mieten Matthis und Harry eine stillgelegte Fabrik, aus deren Keller sie von Westberlin aus einen Tunnel unter der Mauer graben wollen.
Als die Gruppe eines Abends in einem Café sitzt und die Pläne schmiedet, werden sie von Fritzi Scholz belauscht. Sie findet heraus, von wo die Gruppe gräbt und dringt am nächsten Tag während der Arbeiten in die alte Fabrik ein. Von den Männern erwischt und gefasst, gesteht Fritzi, dass sie ihren Verlobten Heiner in den Westen holen möchte und deshalb zu ihnen gekommen sei. Nachdem letzte Zweifel, Fritzi könnte ein Spitzel sein, ausgeräumt sind, komplettiert Fritzi von nun an das Team.
Die Arbeiten gehen langsam voran. Als die Gruppe schon unter der Berliner Mauer hindurch ist, rollt über ihnen ein Panzer über die Straße, der den Tunnel beinahe zum Einsturz bringt und Harry verschüttet. Jedoch gelingt es Fritzi, Harry zu retten, was auch die letzten seiner Zweifel an ihrer Person ausräumt und beiden ihre Sympathie zueinander klar wird.
An einem Grenzübergang wird Vic plötzlich von der Polizei wegen Verdachts der Fluchthilfe festgenommen und bis auf weiteres ins Gefängnis gesteckt. Allerdings gibt er im Gefängnis nichts von dem Tunnel preis und behauptet, trotz Folterung, unschuldig zu sein, sodass er am Heiligabend 1961 wieder freigelassen wird.
Da die Arbeiten nicht so schnell wie gedacht vorangehen, beschließt die Gruppe weitere Leute aufzunehmen, was nun die Zahl der Flüchtlinge erheblich erhöht. Harry ist anfangs davon nicht begeistert, allerdings bleibt ihm angesichts der langen Dauer des Tunnelbaus keine andere Wahl.
Der amerikanische Fernsehsender NBC erfährt von dem gemeinsamen Projekt und bietet finanzielle Absicherung sowie eine nicht unerhebliche Summe für die Exklusivrechte der Verfilmung des Tunnelbaus. Dessen Bauarbeiten werden fortan von zwei Kameramännern begleitet und für eine spätere Ausstrahlung dokumentiert.
Heiner, der unbedingt zu Fritzi will, entscheidet sich zur direkten Flucht und wird an der Mauer erschossen. Fritzi, die das auf der anderen Seite der Mauer miterleben muss, ist so verzweifelt, dass sie versucht sich das Leben zu nehmen. Harry und die Gruppe haben derweil nur noch 15 Meter bis zu ihrem Ziel, als ein plötzlicher Wassereinbruch einen Rückschlag und möglicherweise Zeitverzug bringt. So greifen sie zu einer List und setzen die Wachsoldaten an der Ostseite der Mauer davon in Kenntnis, dass hier ein Wasserrohrbruch vorliegen würde und sie dafür zuständig wären, diese Leitung stillzulegen. Damit ist der Tunnel wieder trocken und der Zeitplan gerettet. Nun beginnt die Phase, den ausgewählten Fluchtwilligen im Osten die Information über Zeit und Ort der Flucht zu überbringen. Da die meisten schon länger von der Stasi überwacht werden, bedeutet dies äußerste Vorsicht. Zudem ist die Stasi von einem Informanten über den angeblichen Bau eines Tunnels informiert worden und daher in höchster Alarmbereitschaft. Trotz aller Bemühungen kann der genaue Ort von der Stasi aber nicht gefunden werden.
Die letzten Meter bis zum Ziel des Tunnels werden von Filmleuten der NBC mitgedreht. Nachdem der Durchbruch zu dem vorgesehenen, leerstehenden Haus geschafft ist, erkundet zuerst Harry das Terrain. So bemerkt er, dass hier bereits Soldaten von Haus zu Haus geschickt werden, um endlich den Tunneleingang zu finden. Als einer der jungen Soldaten den Eingang zu finden droht, wird er von der Gruppe gefangen genommen. Harry zieht dessen Uniform an und mischt sich unter die Soldaten, um von der Straße aus agieren und notfalls eingreifen zu können.
Inzwischen haben sich alle Fluchtwilligen am vereinbarten Treffpunkt, einer kleinen Gaststätte, eingefunden. Lediglich Matthis' Freundin Carola, die permanent unter staatlicher Beobachtung steht und deren Baby nun schon einige Monate alt ist, will niemanden gefährden. Sie hat das Kind einem Vertrauten unter den Flüchtlingen übergeben und lockt die Stasi zu einem ganz anderen Ort. Als die das bemerkt, ist die Gruppe der Flüchtlinge auf dem Weg in den Tunnel. Harry patrouilliert derweil als Soldat auf der Straße und setzt so zwei Soldaten außer Gefecht, die beinahe die Flucht unterbunden hätten. Trotzdem geraten die Letzten der Gruppe unter Beschuss. Als die Stasi ihnen schon dicht auf den Fersen ist, greift Harry mit der Waffe ein und bedroht einen Oberst, der daraufhin seine Leute kurzfristig zurückhält. Nachdem alle Flüchtlinge in Sicherheit sind, muss Matthis Hiller erkennen, dass seine Freundin, für die er das ganze Wagnis überhaupt eingegangen war, gar nicht dabei ist. Sie hat ihm aber das Kind überlassen und ihre Chance zur Flucht für die Sicherheit der Flüchtlinge geopfert.

## Hintergrund
Der Tunnel wurde 1962 von der DDR zerstört und ist heute nur noch in der Dauerausstellung Geschichtsmeile Berliner Mauer nachzuempfinden.
Über die Dreharbeiten, die ein Budget von 14 Millionen Mark verschlangen, sprach Heino Ferch im Spiegel. Über fünf Wochen wurden nur Tunnel-Szenen gedreht, wo „es kalt ist und man die ganze Zeit gebückt gehen muss, weil es nur einen halben Meter nach links und halben Meter nach rechts geht – dann ist es schwer, die Nerven zu bewahren.“ Er habe sich mit dem Mitinitiator des echten Tunnel 29 Hasso Herrschel dreimal getroffen, mehrmals die Dokumentation angesehen und viel gelesen, um sich auf die Rolle vorzubereiten. Zu Beginn der Dreharbeiten hatte Ferch sich oft zurückgezogen, um die Rolle des Einzelgängers Harry Melchior zu verinnerlichen. Als emotionales Highlight des Films betrachtet Ferch den Tod des Ostberliner Freundes von Fluchthelferin Fritzi im Stacheldraht. Die sei ihm sehr nahe gegangen. „Zwanzig Zentimeter Beton zwischen Rettung und Tod – das ist das Sinnbild für den ganzen Film, die Tragik, das Zwischenmenschliche“, so Ferchs Worte in der Zeitschrift Die Welt
Zusätzlich zu dem Spielfilm existiert auch ein Making of–Der Tunnel und eine zweiteilige Dokumentation Der Tunnel – Eine wahre Geschichte. Gedreht wurde in Berlin nebst Umgebung und in Prag.

## Kritik
Das Lexikon des internationalen Films lobte den Film und urteilte: „Ein ebenso überzeugendes wie beklemmendes Zeitporträt, das von guten Darstellern getragen wird und die Mittel des Spannungskinos wirkungsvoll zum Zwecke seiner engagierten Geschichte nutzt“.
Rainer Tittelbach von Tittelbach.tv bewertete die Fernsehfassung und schrieb: „Das Fluchthelferdrama ‚Der Tunnel‘ ist emotional packendes Fernsehen. Der Wechsel zwischen dialoglastigen und actionhaltigen Szenen, zwischen Beziehungsspannung und Thriller-Suspense, aber auch zwischen Ost- und West-Situationen funktioniert glänzend. Betz, Richter & Hofmann bekennen sich zur Unterhaltung. Um ein weitgefächertes historisches Panorama ging es ihnen dabei weniger. Endlich einmal gut abgekupfert von Hollywood. Tolle Schauspieler, große Bilder, allein die Event-Dramaturgie stößt an ihre Grenzen.“
Die Kritiker der Fernsehzeitschrift TV Spielfilm meinten „Starke Darsteller und authentisches Ambiente bescherten dem Film den Deutschen Fernsehpreis.“ Sie vergaben die bestmögliche Wertung, indem sie mit dem Daumen nach oben zeigten.

## Auszeichnungen
- Heino Ferch und Roland Suso Richter gewannen 2001 für den Film den Bayerischen Fernsehpreis.
- 2002 wurde Heino Ferch mit der Goldenen Kamera ausgezeichnet.
- Die Produktion wurde 2001 mit dem Deutschen Fernsehpreis in der Kategorie Bester Fernsehfilm/Mehrteiler ausgezeichnet.
- Bei der Jupiterverleihung 2002 wurde der Film zum Besten Fernsehfilm des Jahres gewählt.

## Weitere Fluchtverfilmungen
- Mit dem Wind nach Westen
- Ballon